# Aon Volley League (2003/2004)
Aon Volley League 2003/2004 − 52. sezon mistrzostw Austrii w piłce siatkowej (33. sezon w formule ligowej) zorganizowany przez Austriacki Związek Piłki Siatkowej (Österreichischer Volleyballverband, ÖVV). Zainaugurowany został 3 października 2003 roku i trwał do 24 kwietnia 2004 roku.
W Aon Volley League w sezonie 2003/2004 uczestniczyło 12 drużyn, w tym na specjalnych zasadach reprezentacja Austrii. Przed początkiem sezonu z rozgrywek wycofał się klub Sportliga Linz. Do najwyższej klasy rozgrywkowej dołączył zespół VCA citycenter Amstetten.
Rozgrywki składały się z fazy zasadniczej, fazy play-off oraz fazy play-out. W porównaniu z poprzednim sezonem zmieniony został system punktacji. Dotychczas za zwycięstwo drużyny zdobywały 2 punkty, natomiast za porażkę – 0 punktów, natomiast od tego sezonu za zwycięstwo 3:0 lub 3:1 zespoły otrzymują 3 punkty, za zwycięstwo 3:2 – 2 punkty, za porażkę 2:3 – 1 punkt, natomiast za porażkę 1:3 lub 0:3 – 0 punktów.
Po raz szesnasty, jednocześnie dziewiąty raz z rzędu, mistrzem Austrii został klub hotVolleys Wiedeń, który w finałach fazy play-off pokonał VT Tiroler Wasserkraft. Trzecie miejsce zajął SVS Sokol V.

## System rozgrywek
Aon Volley League w sezonie 2003/2004 składała się z fazy zasadniczej, fazy play-off oraz fazy play-out.
Faza zasadnicza

W fazie zasadniczej 12 drużyn podzielonych zostało na dwie grupy (Speed i Flash) na podstawie klasyfikacji końcowej sezonu 2002/2003 zgodnie z poniższym schematem.
| Grupa Speed                                                            | Grupa Flash                                                          |
| ---------------------------------------------------------------------- | -------------------------------------------------------------------- |
| 1. miejsce w Austrian Volley League 2002/2003 (aon hotVolleys Wiedeń)  | 3. miejsce w Austrian Volley League 2002/2003 (SK Zadruga Aich/Dob)  |
| 2. miejsce w Austrian Volley League 2002/2003 (VT Tiroler Wasserkraft) | 4. miejsce w Austrian Volley League 2002/2003 (Volley Salzburg)      |
| 5. miejsce w Austrian Volley League 2002/2003 (Döbling/UAB)            | 7. miejsce w Austrian Volley League 2002/2003 (SVS Sokol V)          |
| 6. miejsce w Austrian Volley League 2002/2003 (TSV Sparkasse Hartberg) | 8. miejsce w Austrian Volley League 2002/2003 (Hypo VBK Klagenfurt)  |
| 9. miejsce w Austrian Volley League 2002/2003 (supervolley Enns)       | drużyna, która awansowała z 2. Bundesligi (VCA citycenter Amstetten) |
| 10. miejsce w Austrian Volley League 2002/2003 (UVC Wesser Graz)       | reprezentacja Austrii                                                |

W ramach grup drużyny rozegrały ze sobą po cztery mecze systemem kołowym (dwa mecze u siebie i dwa mecze na wyjeździe). Po dwa najlepsze zespoły z obu grup awansowały bezpośrednio do ćwierćfinałów fazy play-off. Pozostałe, z wyjątkiem reprezentacji Austrii, grały w 1/8 finału. Reprezentacja Austrii uczestniczyła wyłącznie w fazie zasadniczej i nie podlegała ostatecznej klasyfikacji.
Faza play-off

Faza play-off składała się z 1/8 finału, ćwierćfinałów, meczów o miejsca 5-8, półfinałów, meczów o 3. miejsce oraz finałów.
1/8 finału

Oprócz zespołów, które zajęły miejsca 3-6 w grupach Speed i Flash, w 1/8 finału uczestniczył także wygrany w dwumeczu pomiędzy zwycięzcami fazy zasadniczej 2. Bundesligi Ost oraz West.
Pary 1/8 finału powstały na podstawie poniższego klucza:
- para 1: 4. miejsce w grupie Flash – 5. miejsce w grupie Speed;
- para 2: 3. miejsce w grupie Speed – drużyna z 2. Bundesligi;
- para 3: 4. miejsce w grupie Speed – 5. miejsce w grupie Flash;
- para 4: 3. miejsce w grupie Flash – 6. miejsce w grupie Speed.

Rywalizacja w parach toczyła się do dwóch zwycięstw. Gospodarzem pierwszego meczu w parze była drużyna, która w grupie zajęła niższe miejsce, a drugiego i trzeciego meczu, ta, która w grupie zajęła wyższe miejsce, chyba że zespoły ustaliły inną kolejność. Zwycięzcy w parach awansowali do ćwierćfinałów, przegrani natomiast trafili do fazy play-out.
Ćwierćfinały

Ćwierćfinałowe pary utworzone zostały zgodnie z poniższym kluczem:
- para 1: 1. miejsce w grupie Speed – zwycięzca w parze 1 1/8 finału;
- para 2: 2. miejsce w grupie Flash – zwycięzca w parze 2 1/8 finału;
- para 3: 1. miejsce w grupie Flash – zwycięzca w parze 3 1/8 finału;
- para 4: 2. miejsce w grupie Speed – zwycięzca w parze 4 1/8 finału.

Rywalizacja w parach toczyła się do dwóch zwycięstw. Gospodarzem pierwszego meczu w parze była drużyna, która w grupie zajęła niższe miejsce, a drugiego i trzeciego meczu, ta, która w grupie zajęła wyższe miejsce, chyba że zespoły ustaliły inną kolejność. Jeżeli obie drużyny zajęły to samo miejsce w grupie, wówczas gospodarzem pierwszego meczu była ta, która zakończyła sezon 2002/2003 na niższej pozycji. Zwycięzcy w parach awansowali do półfinałów, przegrani natomiast grali o miejsca 5-8.
Mecze o miejsca 5-8

Pary półfinałów o miejsca 5-8 utworzone zostały zgodnie z poniższym kluczem:
- para 1: przegrany w ćwierćfinałowej parze 1 – przegrany w ćwierćfinałowej parze 2;
- para 2: przegrany w ćwierćfinałowej parze 3 – przegrany w ćwierćfinałowej parze 4.

Zwycięzcy w parach grali o 5. miejsce, natomiast przegrani – o 7. miejsce. Rywalizacja w parach toczyła się do dwóch zwycięstw ze zmianą gospodarza po każdym meczu. Gospodarzem pierwszego meczu w parze była drużyna, która w grupie zajęła wyższe miejsce, chyba że zespoły ustaliły inną kolejność. Jeżeli obie drużyny zajęły to samo miejsce w grupie, wówczas gospodarzem pierwszego meczu była ta, która zakończyła sezon 2002/2003 na wyższej pozycji.
Półfinały

Półfinałowe pary utworzone zostały zgodnie z poniższym kluczem:
- para 1: zwycięzca w ćwierćfinałowej parze 1 – zwycięzca w ćwierćfinałowej parze 2;
- para 2: zwycięzca w ćwierćfinałowej parze 3 – zwycięzca w ćwierćfinałowej parze 4.

Rywalizacja w parach toczyła się do trzech zwycięstw ze zmianą gospodarza po każdym meczu. Gospodarzem pierwszego meczu w parze była drużyna, która w grupie zajęła wyższe miejsce, chyba że zespoły ustaliły inną kolejność. Jeżeli obie drużyny zajęły to samo miejsce w grupie, wówczas gospodarzem pierwszego meczu była ta, która zakończyła sezon 2002/2003 na wyższej pozycji. Zwycięzcy w parach awansowali do finałów, przegrani natomiast grali o 3. miejsce.
Mecze o 3. miejsce

Rywalizacja o 3. miejsce toczyła się do dwóch zwycięstw na zasadach analogicznych co w ćwierćfinałach.
Finały

Finały rozgrywane były do czterech zwycięstw ze zmianą gospodarza po każdym meczu. Gospodarzem pierwszego meczu w parze była drużyna, która w grupie zajęła wyższe miejsce. Jeżeli obie drużyny zajęły to samo miejsce w grupie, wówczas gospodarzem pierwszego meczu była ta, która zakończyła sezon 2002/2003 na wyższej pozycji. Zwycięzca finałów został mistrzem Austrii.
Faza play-out

Faza play-out składała się z dwóch rund. Pary w pierwszej rundzie utworzone zostały zgodnie z poniższym kluczem:
- para 1: przegrany w parze 1 1/8 finału – przegrany w parze 2 1/8 finału;
- para 2: przegrany w parze 3 1/8 finału – przegrany w parze 4 1/8 finału.

Zwycięzcy w parach grali o 9. miejsce do dwóch zwycięstw, przegrani natomiast trafili do baraży. W obu rundach rywalizacja w parach toczyła się do dwóch zwycięstw ze zmianą gospodarza po każdym meczu. Gospodarzem pierwszego meczu w parze była drużyna, która w grupie zajęła wyższe miejsce, chyba że zespoły ustaliły inną kolejność. Jeżeli obie drużyny zajęły to samo miejsce w grupie, wówczas gospodarzem pierwszego meczu była ta, która zakończyła sezon 2002/2003 na wyższej pozycji.
Baraże

W barażach uczestniczyło pięć drużyn: zespół, który zajął 11. miejsce w Austrian Volley League oraz dwie najlepsze drużyny fazy zasadniczej 2. Bundesligi Ost oraz 2. Bundesligi West. Drużyny rozegrały między sobą po dwa mecze systemem kołowym (mecz u siebie i rewanż na wyjeździe). Dwa najlepsze zespoły zapewniły sobie prawo gry w Austrian Volley League w sezonie 2004/2005.

## Drużyny uczestniczące
W Aon Volley League w sezonie 2003/2004 uczestniczyło 12 drużyn, w tym reprezentacja Austrii. Przed początkiem sezonu z najwyższej klasy rozgrywkowej wycofał się klub Sportliga Linz. ATSV St. Valentin, który wywalczył awans do najwyższej klasy rozgrywkowej, ze względów finansowych postanowił pozostać w 2. Bundeslidze. Jego miejsce w Aon Volley League zajął zespół VCA citycenter Amstetten, który w barażach uplasował się na 3. miejscu.
| | Aon Volley League 2003/2004 |    |     |
| --- | --------------------------- | -- | --- |
| HOT | aon hotVolleys Wiedeń       | 1  | LM  |
| TIR | VT Tiroler Wasserkraft      | 2  | TT  |
| AIC | SK Zadruga Aich/Dob         | 3  | CEV |
| SAL | Volley Salzburg             | 4  | CEV |
| DÖB | Döbling/UAB                 | 5  |     |
| HAR | TSV Sparkasse Hartberg      | 6  |     |
| SOK | SVS Sokol V                 | 7  |     |
| KLA | Hypo VBK Klagenfurt         | 8  |     |
| SUP | supervolley Enns            | 9  |     |
| GRA | UVC Wesser Graz             | 10 |     |
| AUT | Austria                     | —  |     |
| | Awans z 2. Bundesligi Ost   |    |     |
| AMS | VCA citycenter Amstetten    | 1  |     |
| Oznaczenia: - kolumna pierwsza – skróty nazw drużyn wpisane na mapie (jeśli ta została zamieszczona), - kolumna trzecia – miejsce zajęte przez daną drużynę w poprzednim sezonie. |                             |    |     |

## Faza zasadnicza

### Grupa Speed

#### Tabela wyników
| Gospodarz \ Gość1      | HOT | TIR | DÖB | HAR | SUP | GRA |
| ---------------------- | --- | --- | --- | --- | --- | --- |
| aon hotVolleys Wiedeń  | -   | 3:1 | 3:0 | 3:0 | 3:0 | 3:0 |
| VT Tiroler Wasserkraft | 0:3 | -   | 3:0 | 3:0 | 3:0 | 3:0 |
| Döbling/UAB            | 0:3 | 0:3 | -   | 0:3 | 3:1 | 0:3 |
| TSV Sparkasse Hartberg | 2:3 | 0:3 | 3:0 | -   | 3:0 | 3:1 |
| supervolley Enns       | 0:3 | 0:3 | 3:1 | 2:3 | -   | 1:3 |
| UVC Wesser Graz        | 2:3 | 1:3 | 3:0 | 2:3 | 3:1 | -   |

| Gospodarz \ Gość1      | HOT | TIR | DÖB | HAR | SUP | GRA |
| ---------------------- | --- | --- | --- | --- | --- | --- |
| aon hotVolleys Wiedeń  | -   | 3:0 | 3:0 | 3:0 | 3:0 | 3:0 |
| VT Tiroler Wasserkraft | 1:3 | -   | 3:0 | 3:0 | 3:0 | 3:1 |
| Döbling/UAB            | 0:3 | 1:3 | -   | 3:2 | 3:1 | 0:3 |
| TSV Sparkasse Hartberg | 0:3 | 0:3 | 3:0 | -   | 3:2 | 3:0 |
| supervolley Enns       | 0:3 | 0:3 | 3:1 | 3:1 | -   | 1:3 |
| UVC Wesser Graz        | 0:3 | 0:3 | 3:0 | 3:2 | 1:3 | -   |

Źródło: 
1 Drużyna gospodarzy jest wymieniona po lewej stronie tabeli.
Kolory:
  zwycięstwo gospodarzy 3:0 lub 3:1
  zwycięstwo gospodarzy 3:2
  zwycięstwo gości 3:0 lub 3:1
  zwycięstwo gości 3:2

#### Terminarz i wyniki spotkań
| Data        | Godz. | Gospodarz              | Rezultat                                | Gość                   |
| ----------- | ----- | ---------------------- | --------------------------------------- | ---------------------- |
| 1. KOLEJKA  |       |                        |                                         |                        |
| 04.10.2003  | 18:00 | UVC Wesser Graz        | 2:3 (25:16, 25:27, 16:25, 25:19, 8:15)  | aon hotVolleys Wiedeń  |
| 04.10.2003  | 19:00 | VT Tiroler Wasserkraft | 3:0 (25:16, 25:22, 25:11)               | Döbling/UAB            |
| 04.10.2003  | 19:00 | supervolley Enns       | 2:3 (25:23, 25:23, 23:25, 22:25, 12:15) | TSV Sparkasse Hartberg |
| 2. KOLEJKA  |       |                        |                                         |                        |
| 11.10.2003  | 17:15 | Döbling/UAB            | 0:3 (19:25, 18:25, 20:25)               | UVC Wesser Graz        |
| 11.10.2003  | 19:00 | TSV Sparkasse Hartberg | 2:3 (27:25, 21:25, 25:22, 16:25, 5:15)  | aon hotVolleys Wiedeń  |
| 11.10.2003  | 19:00 | supervolley Enns       | 0:3 (14:25, 31:33, 22:25)               | VT Tiroler Wasserkraft |
| 3. KOLEJKA  |       |                        |                                         |                        |
| 18.10.2003  | 17:00 | aon hotVolleys Wiedeń  | 3:0 (25:14, 25:22, 25:19)               | Döbling/UAB            |
| 18.10.2003  | 19:00 | UVC Wesser Graz        | 3:1 (25:19, 25:21, 21:25, 26:24)        | supervolley Enns       |
| 18.10.2003  | 19:00 | VT Tiroler Wasserkraft | 3:0 (25:21, 25:21, 25:14)               | TSV Sparkasse Hartberg |
| 4. KOLEJKA  |       |                        |                                         |                        |
| 25.10.2003  | 19:00 | supervolley Enns       | 0:3 (19:25, 17:25, 15:25)               | aon hotVolleys Wiedeń  |
| 25.10.2003  | 19:00 | VT Tiroler Wasserkraft | 3:0 (25:17, 25:14, 25:12)               | UVC Wesser Graz        |
| 25.10.2003  | 19:00 | TSV Sparkasse Hartberg | 3:0 (25:21, 25:18, 25:16)               | Döbling/UAB            |
| 5. KOLEJKA  |       |                        |                                         |                        |
| 01.11.2003  | 17:15 | Döbling/UAB            | 3:1 (25:20, 20:25, 25:14, 26:24)        | supervolley Enns       |
| 01.11.2003  | 18:00 | UVC Wesser Graz        | 2:3 (25:21, 22:25, 25:20, 25:27, 19:21) | TSV Sparkasse Hartberg |
| 03.11.2003  | 20:15 | aon hotVolleys Wiedeń  | 3:1 (25:23, 23:25, 25:20, 25:20)        | VT Tiroler Wasserkraft |
| 6. KOLEJKA  |       |                        |                                         |                        |
| 08.11.2003  | 17:00 | aon hotVolleys Wiedeń  | 3:0 (25:13, 25:14, 25:21)               | UVC Wesser Graz        |
| 08.11.2003  | 17:00 | Döbling/UAB            | 0:3 (12:25, 15:25, 18:25)               | VT Tiroler Wasserkraft |
| 08.11.2003  | 19:00 | TSV Sparkasse Hartberg | 3:0 (25:17, 25:14, 25:15)               | supervolley Enns       |
| 7. KOLEJKA  |       |                        |                                         |                        |
| 15.11.2003  | 17:00 | aon hotVolleys Wiedeń  | 3:0 (25:21, 25:10, 25:15)               | TSV Sparkasse Hartberg |
| 15.11.2003  | 19:00 | UVC Wesser Graz        | 3:0 (29:27, 25:17, 25:19)               | Döbling/UAB            |
| 15.11.2003  | 19:00 | VT Tiroler Wasserkraft | 3:0 (25:15, 25:13, 25:10)               | supervolley Enns       |
| 8. KOLEJKA  |       |                        |                                         |                        |
| 30.10.2003  | 20:30 | Döbling/UAB            | 0:3 (16:25, 14:25, 13:25)               | aon hotVolleys Wiedeń  |
| 22.11.2003  | 19:00 | TSV Sparkasse Hartberg | 0:3 (18:25, 18:25, 19:25)               | VT Tiroler Wasserkraft |
| 22.11.2003  | 19:00 | supervolley Enns       | 1:3 (25:22, 24:26, 23:25, 20:25)        | UVC Wesser Graz        |
| 9. KOLEJKA  |       |                        |                                         |                        |
| 28.11.2003  | 17:00 | Döbling/UAB            | 0:3 (26:28, 21:25, 14:25)               | TSV Sparkasse Hartberg |
| 28.11.2003  | 17:00 | aon hotVolleys Wiedeń  | 3:0 (25:11, 25:23, 25:15)               | supervolley Enns       |
| 28.11.2003  | 19:00 | UVC Wesser Graz        | 1:3 (18:25, 13:25, 25:22, 19:25)        | VT Tiroler Wasserkraft |
| 10. KOLEJKA |       |                        |                                         |                        |
| 05.12.2003  | 20:15 | TSV Sparkasse Hartberg | 3:1 (21:25, 25:17, 25:18, 25:16)        | UVC Wesser Graz        |
| 06.12.2003  | 19:00 | VT Tiroler Wasserkraft | 0:3 (19:25, 22:25, 25:27)               | aon hotVolleys Wiedeń  |
| 06.12.2003  | 19:00 | supervolley Enns       | 3:1 (21:25, 29:27, 25:17, 25:23)        | Döbling/UAB            |
| 11. KOLEJKA |       |                        |                                         |                        |
| 13.12.2003  | 19:00 | VT Tiroler Wasserkraft | 3:0 (25:12, 25:19, 25:17)               | Döbling/UAB            |
| 13.12.2003  | 19:00 | UVC Wesser Graz        | 0:3 (19:25, 20:25, 15:25)               | aon hotVolleys Wiedeń  |
| 13.12.2003  | 19:00 | supervolley Enns       | 3:1 (25:16, 23:25, 25:18, 25:14)        | TSV Sparkasse Hartberg |
| 12. KOLEJKA |       |                        |                                         |                        |
| 20.12.2003  | 17:00 | Döbling/UAB            | 0:3 (18:25, 19:25, 23:25)               | UVC Wesser Graz        |
| 20.12.2003  | 19:00 | TSV Sparkasse Hartberg | 0:3 (15:25, 15:25, 14:25)               | aon hotVolleys Wiedeń  |
| 20.12.2003  | 19:00 | supervolley Enns       | 0:3 (22:25, 18:25, 23:25)               | VT Tiroler Wasserkraft |
| 13. KOLEJKA |       |                        |                                         |                        |
| 22.12.2003  | 17:00 | aon hotVolleys Wiedeń  | 3:0 (25:18, 25:22, 25:11)               | Döbling/UAB            |
| 02.01.2004  | 19:00 | VT Tiroler Wasserkraft | 3:0 (25:18, 25:14, 25:21)               | TSV Sparkasse Hartberg |
| 03.01.2004  | 19:00 | UVC Wesser Graz        | 1:3 (20:25, 25:20, 23:25, 19:25)        | supervolley Enns       |
| 14. KOLEJKA |       |                        |                                         |                        |
| 09.01.2004  | 19:00 | VT Tiroler Wasserkraft | 3:1 (25:17, 25:12, 23:25, 25:15)        | UVC Wesser Graz        |
| 10.01.2004  | 19:00 | TSV Sparkasse Hartberg | 3:0 (25:16, 25:18, 25:21)               | Döbling/UAB            |
| 18.02.2004  | 19:00 | supervolley Enns       | 0:3 (20:25, 12:25, 15:25)               | aon hotVolleys Wiedeń  |
| 15. KOLEJKA |       |                        |                                         |                        |
| 17.01.2004  | 17:00 | aon hotVolleys Wiedeń  | 3:0 (25:23, 25:22, 25:18)               | VT Tiroler Wasserkraft |
| 17.01.2004  | 19:00 | UVC Wesser Graz        | 3:2 (21:25, 25:19, 21:25, 29:27, 15:13) | TSV Sparkasse Hartberg |
| 19.01.2004  | 20:00 | Döbling/UAB            | 3:1 (25:18, 25:23, 22:25, 25:20)        | supervolley Enns       |
| 16. KOLEJKA |       |                        |                                         |                        |
| 16.01.2004  | 18:00 | Döbling/UAB            | 1:3 (14:25, 25:21, 15:25, 14:25)        | VT Tiroler Wasserkraft |
| 24.01.2004  | 17:00 | aon hotVolleys Wiedeń  | 3:0 (25:13, 26:24, 25:15)               | UVC Wesser Graz        |
| 24.01.2004  | 19:00 | TSV Sparkasse Hartberg | 3:2 (32:30, 25:17, 25:27, 21:25, 15:11) | supervolley Enns       |
| 17. KOLEJKA |       |                        |                                         |                        |
| 31.01.2004  | 17:00 | aon hotVolleys Wiedeń  | 3:0 (25:17, 25:14, 25:16)               | TSV Sparkasse Hartberg |
| 31.01.2004  | 19:00 | UVC Wesser Graz        | 3:0 (25:11, 25:21, 25:17)               | Döbling/UAB            |
| 31.01.2004  | 19:00 | VT Tiroler Wasserkraft | 3:0 (25:18, 26:24, 25:21)               | supervolley Enns       |
| 18. KOLEJKA |       |                        |                                         |                        |
| 07.02.2004  | 17:30 | Döbling/UAB            | 0:3 (17:25, 17:25, 17:25)               | aon hotVolleys Wiedeń  |
| 07.02.2004  | 19:00 | TSV Sparkasse Hartberg | 0:3 (18:25, 16:25, 20:25)               | VT Tiroler Wasserkraft |
| 07.02.2004  | 19:00 | supervolley Enns       | 1:3 (17:25, 25:19, 23:25, 22:25)        | UVC Wesser Graz        |
| 19. KOLEJKA |       |                        |                                         |                        |
| 06.02.2004  | 19:00 | UVC Wesser Graz        | 0:3 (12:25, 11:25, 22:25)               | VT Tiroler Wasserkraft |
| 14.02.2004  | 17:00 | aon hotVolleys Wiedeń  | 3:0 (25:16, 25:16, 25:23)               | supervolley Enns       |
| 14.02.2004  | 17:30 | Döbling/UAB            | 3:2 (17:25, 25:19, 28:26, 15:25, 15:13) | TSV Sparkasse Hartberg |
| 20. KOLEJKA |       |                        |                                         |                        |
| 20.02.2004  | 20:15 | VT Tiroler Wasserkraft | 1:3 (22:25, 25:19, 23:25, 19:25)        | aon hotVolleys Wiedeń  |
| 21.02.2004  | 18:00 | TSV Sparkasse Hartberg | 3:0 (25:18, 25:19, 25:17)               | UVC Wesser Graz        |
| 21.02.2004  | 18:00 | supervolley Enns       | 3:1 (22:25, 25:18, 25:17, 25:14)        | Döbling/UAB            |
| Źródło:     |       |                        |                                         |                        |

#### Tabela
| Lp. | Drużyna                | Pkt | Mecze | Mecze | Mecze | Rodzaj wyniku | Rodzaj wyniku | Rodzaj wyniku | Rodzaj wyniku | Rodzaj wyniku | Rodzaj wyniku | Sety | Sety | Sety  | Małe punkty | Małe punkty | Małe punkty |
| Lp. | Drużyna                | Pkt | M     | W     | P     | 3:0           | 3:1           | 3:2           | 2:3           | 1:3           | 0:3           | wyg. | prz. | stos. | zdob.       | str.        | stos.       |
| --- | ---------------------- | --- | ----- | ----- | ----- | ------------- | ------------- | ------------- | ------------- | ------------- | ------------- | ---- | ---- | ----- | ----------- | ----------- | ----------- |
| 1   | aon hotVolleys Wiedeń  | 58  | 20    | 20    | 0     | 16            | 2             | 2             | 0             | 0             | 0             | 60   | 6    | 10    | 1609        | 1192        | 1.35        |
| 2   | VT Tiroler Wasserkraft | 48  | 20    | 16    | 4     | 13            | 3             | 0             | 0             | 2             | 2             | 50   | 15   | 3.33  | 1581        | 1235        | 1.28        |
| 3   | TSV Sparkasse Hartberg | 27  | 20    | 9     | 11    | 5             | 1             | 3             | 3             | 1             | 7             | 34   | 40   | 0.85  | 1556        | 1626        | 0.96        |
| 4   | UVC Wesser Graz        | 25  | 20    | 8     | 12    | 4             | 3             | 1             | 2             | 4             | 6             | 32   | 41   | 0.78  | 1522        | 1659        | 0.92        |
| 5   | supervolley Enns       | 14  | 20    | 4     | 16    | 0             | 4             | 0             | 2             | 5             | 9             | 21   | 52   | 0.4   | 1523        | 1721        | 0.88        |
| 6   | Döbling/UAB            | 8   | 20    | 3     | 17    | 0             | 2             | 1             | 0             | 3             | 14            | 12   | 55   | 0.22  | 1269        | 1627        | 0.78        |

Źródło: 
Punktacja: 3:0 i 3:1 – 3 pkt; 3:2 – 2 pkt; 2:3 – 1 pkt; 1:3 i 0:3 – 0 pkt
Zasady ustalania kolejności: 1. liczba punktów; 2. stosunek setów; 3. stosunek małych punktów; 4. bilans w bezpośrednich meczach
     Faza play-off – ćwierćfinały
     Faza play-off – 1/8 finału

### Grupa Flash

#### Tabela wyników
| Gospodarz \ Gość1        | AIC | SAL | SOK | KLA | AMS | AUT |
| ------------------------ | --- | --- | --- | --- | --- | --- |
| SK Zadruga Aich/Dob      | -   | 3:0 | 3:0 | 3:0 | 3:1 | 3:1 |
| Volley Salzburg          | 0:3 | -   | 1:3 | 0:3 | 1:3 | 1:3 |
| SVS Sokol V              | 3:1 | 3:0 | -   | 3:2 | 3:1 | 3:1 |
| Hypo VBK Klagenfurt      | 2:3 | 3:1 | 3:2 | -   | 3:0 | 3:0 |
| VCA citycenter Amstetten | 3:1 | 3:1 | 3:0 | 1:3 | -   | 2:3 |
| Austria                  | 0:3 | 3:2 | 1:3 | 1:3 | 2:3 | -   |

| Gospodarz \ Gość1        | AIC | SAL | SOK | KLA | AMS | AUT |
| ------------------------ | --- | --- | --- | --- | --- | --- |
| SK Zadruga Aich/Dob      | -   | 3:0 | 1:3 | 3:0 | 3:0 | 3:0 |
| Volley Salzburg          | 0:3 | -   | 1:3 | 0:3 | 3:1 | 1:3 |
| SVS Sokol V              | 1:3 | 3:0 | -   | 2:3 | 3:0 | 3:2 |
| Hypo VBK Klagenfurt      | 3:2 | 3:0 | 1:3 | -   | 3:2 | 3:1 |
| VCA citycenter Amstetten | 0:3 | 3:0 | 1:3 | 0:3 | -   | 1:3 |
| Austria                  | 2:3 | 3:0 | 1:3 | 1:3 | 0:3 | -   |

Źródło: 
1 Drużyna gospodarzy jest wymieniona po lewej stronie tabeli.
Kolory:
  zwycięstwo gospodarzy 3:0 lub 3:1
  zwycięstwo gospodarzy 3:2
  zwycięstwo gości 3:0 lub 3:1
  zwycięstwo gości 3:2

#### Terminarz i wyniki spotkań
| Data        | Godz. | Gospodarz                | Rezultat                                | Gość                     |
| ----------- | ----- | ------------------------ | --------------------------------------- | ------------------------ |
| 1. KOLEJKA  |       |                          |                                         |                          |
| 04.10.2003  | 19:30 | Volley Salzburg          | 0:3 (19:25, 19:25, 21:25)               | Hypo VBK Klagenfurt      |
| 04.10.2003  | 19:30 | SVS Sokol V              | 3:1 (25:22, 20:25, 25:16, 25:21)        | VCA citycenter Amstetten |
| 05.10.2003  | 18:00 | SK Zadruga Aich/Dob      | 3:1 (25:18, 19:25, 25:18, 25:16)        | Austria                  |
| 2. KOLEJKA  |       |                          |                                         |                          |
| 11.10.2003  | 18:00 | Volley Salzburg          | 1:3 (21:25, 25:21, 21:25, 20:25)        | SVS Sokol V              |
| 11.10.2003  | 19:30 | VCA citycenter Amstetten | 3:1 (29:27, 25:23, 17:25, 25:23)        | SK Zadruga Aich/Dob      |
| 19.11.2003  | 19:00 | Hypo VBK Klagenfurt      | 3:0 (25:20, 25:14, 25:17)               | Austria                  |
| 3. KOLEJKA  |       |                          |                                         |                          |
| 14.10.2003  | 19:00 | SK Zadruga Aich/Dob      | 3:0 (25:12, 25:21, 25:19)               | Volley Salzburg          |
| 18.10.2003  | 17:30 | SVS Sokol V              | 3:2 (22:25, 25:17, 22:25, 25:20, 15:10) | Hypo VBK Klagenfurt      |
| 19.10.2003  | 13:30 | Austria                  | 2:3 (27:25, 25:23, 22:25, 24:26, 8:15)  | VCA citycenter Amstetten |
| 4. KOLEJKA  |       |                          |                                         |                          |
| 25.10.2003  | 18:00 | Hypo VBK Klagenfurt      | 3:0 (25:23, 25:22, 30:28)               | VCA citycenter Amstetten |
| 26.10.2003  | 12:00 | Volley Salzburg          | 1:3 (20:25, 17:25, 25:19, 18:25)        | Austria                  |
| 02.11.2003  | 15:30 | SVS Sokol V              | 3:1 (20:25, 25:20, 25:20, 25:19)        | SK Zadruga Aich/Dob      |
| 5. KOLEJKA  |       |                          |                                         |                          |
| 03.10.2003  | 20:15 | SVS Sokol V              | 3:1 (25:16, 26:24, 17:25, 25:19)        | Austria                  |
| 01.11.2003  | 19:00 | SK Zadruga Aich/Dob      | 3:0 (25:23, 25:20, 25:21)               | Hypo VBK Klagenfurt      |
| 01.11.2003  | 19:30 | VCA citycenter Amstetten | 3:1 (25:18, 21:25, 25:22, 25:23)        | Volley Salzburg          |
| 6. KOLEJKA  |       |                          |                                         |                          |
| 05.11.2003  | 20:00 | Volley Salzburg          | 1:3 (25:27, 18:25, 27:25, 12:25)        | Hypo VBK Klagenfurt      |
| 08.11.2003  | 19:30 | VCA citycenter Amstetten | 3:0 (25:21, 25:21, 25:22)               | SVS Sokol V              |
| 09.11.2003  | 13:30 | Austria                  | 0:3 (24:26, 17:25, 24:26)               | SK Zadruga Aich/Dob      |
| 7. KOLEJKA  |       |                          |                                         |                          |
| 15.11.2003  | 17:15 | SVS Sokol V              | 3:0 (25:18, 25:21, 25:15)               | Volley Salzburg          |
| 15.11.2003  | 19:00 | SK Zadruga Aich/Dob      | 3:1 (25:12, 26:28, 27:25, 25:23)        | VCA citycenter Amstetten |
| 16.11.2003  | 13:30 | Austria                  | 1:3 (26:24, 17:25, 21:25, 20:25)        | Hypo VBK Klagenfurt      |
| 8. KOLEJKA  |       |                          |                                         |                          |
| 17.11.2003  | 20:15 | Volley Salzburg          | 0:3 (22:25, 17:25, 23:25)               | SK Zadruga Aich/Dob      |
| 22.11.2003  | 18:00 | Hypo VBK Klagenfurt      | 3:2 (25:21, 23:25, 21:25, 25:22, 20:18) | SVS Sokol V              |
| 23.11.2003  | 14:00 | VCA citycenter Amstetten | 2:3 (29:27, 17:25, 21:25, 25:19, 11:15) | Austria                  |
| 9. KOLEJKA  |       |                          |                                         |                          |
| 29.11.2003  | 19:00 | SK Zadruga Aich/Dob      | 3:0 (25:21, 25:17, 25:23)               | SVS Sokol V              |
| 29.11.2003  | 19:30 | VCA citycenter Amstetten | 1:3 (24:26, 25:15, 22:25, 14:25)        | Hypo VBK Klagenfurt      |
| 30.11.2003  | 13:30 | Austria                  | 3:2 (25:22, 25:19, 23:25, 19:25, 15:13) | Volley Salzburg          |
| 10. KOLEJKA |       |                          |                                         |                          |
| 06.12.2003  | 18:00 | Volley Salzburg          | 1:3 (25:12, 24:26, 28:30, 18:25)        | VCA citycenter Amstetten |
| 06.12.2003  | 18:00 | Hypo VBK Klagenfurt      | 2:3 (22:25, 22:25, 26:24, 25:15, 10:15) | SK Zadruga Aich/Dob      |
| 07.12.2003  | 15:30 | SVS Sokol V              | 3:1 (25:27, 25:14, 25:13, 25:21)        | Austria                  |
| 11. KOLEJKA |       |                          |                                         |                          |
| 08.12.2003  | 19:00 | Hypo VBK Klagenfurt      | 3:0 (25:21, 25:17, 25:22)               | Volley Salzburg          |
| 13.12.2003  | 17:00 | SVS Sokol V              | 3:0 (25:22, 25:23, 25:23)               | VCA citycenter Amstetten |
| 14.12.2003  | 18:00 | SK Zadruga Aich/Dob      | 3:0 (25:22, 25:19, 25:12)               | Austria                  |
| 12. KOLEJKA |       |                          |                                         |                          |
| 20.12.2003  | 19:00 | Volley Salzburg          | 1:3 (26:24, 17:25, 22:25, 22:25)        | SVS Sokol V              |
| 20.12.2003  | 19:30 | VCA citycenter Amstetten | 0:3 (19:25, 22:25, 18:25)               | SK Zadruga Aich/Dob      |
| 21.12.2003  | 18:00 | Hypo VBK Klagenfurt      | 3:1 (25:17, 20:25, 25:15, 25:21)        | Austria                  |
| 13. KOLEJKA |       |                          |                                         |                          |
| 03.01.2004  | 17:30 | SVS Sokol V              | 2:3 (25:23, 26:24, 18:25, 26:28, 12:15) | Hypo VBK Klagenfurt      |
| 03.01.2004  | 19:00 | SK Zadruga Aich/Dob      | 3:0 (25:14, 25:15, 25:18)               | Volley Salzburg          |
| 04.01.2004  | 14:00 | Austria                  | 0:3 (20:25, 27:29, 22:25)               | VCA citycenter Amstetten |
| 14. KOLEJKA |       |                          |                                         |                          |
| 10.01.2004  | 17:15 | Hypo VBK Klagenfurt      | 3:2 (24:26, 23:25, 25:20, 25:22, 15:10) | VCA citycenter Amstetten |
| 10.01.2004  | 18:00 | SVS Sokol V              | 1:3 (25:27, 19:25, 25:18, 22:25)        | SK Zadruga Aich/Dob      |
| 11.01.2004  | 18:00 | Volley Salzburg          | 1:3 (13:25, 25:23, 23:25, 21:25)        | Austria                  |
| 15. KOLEJKA |       |                          |                                         |                          |
| 17.01.2004  | 19:00 | SK Zadruga Aich/Dob      | 3:0 (25:19, 25:18, 25:22)               | Hypo VBK Klagenfurt      |
| 18.01.2004  | 13:30 | Austria                  | 1:3 (25:18, 19:25, 16:25, 20:25)        | SVS Sokol V              |
| 18.02.2004  | 20:00 | Volley Salzburg          | 3:1 (26:24, 22:25, 25:22, 25:17)        | VCA citycenter Amstetten |
| 16. KOLEJKA |       |                          |                                         |                          |
| 24.01.2004  | 16:00 | Hypo VBK Klagenfurt      | 3:0 (25:20, 25:19, 25:16)               | Volley Salzburg          |
| 24.01.2004  | 19:30 | VCA citycenter Amstetten | 1:3 (25:23, 18:25, 15:25, 22:25)        | SVS Sokol V              |
| 25.01.2004  | 13:30 | Austria                  | 2:3 (25:20, 25:17, 20:25, 23:25, 11:15) | SK Zadruga Aich/Dob      |
| 17. KOLEJKA |       |                          |                                         |                          |
| 30.01.2004  | 20:15 | Austria                  | 1:3 (19:25, 33:31, 19:25, 20:25)        | Hypo VBK Klagenfurt      |
| 31.01.2004  | 15:30 | SVS Sokol V              | 3:0 (25:14, 25:14, 25:21)               | Volley Salzburg          |
| 31.01.2004  | 19:00 | SK Zadruga Aich/Dob      | 3:0 (25:17, 25:14, 25:18)               | VCA citycenter Amstetten |
| 18. KOLEJKA |       |                          |                                         |                          |
| 07.02.2004  | 18:00 | Hypo VBK Klagenfurt      | 1:3 (17:25, 21:25, 25:19, 22:25)        | SVS Sokol V              |
| 07.02.2004  | 19:00 | Volley Salzburg          | 0:3 (23:25, 17:25, 12:25)               | SK Zadruga Aich/Dob      |
| 08.02.2004  | 18:00 | VCA citycenter Amstetten | 1:3 (18:25, 20:25, 25:23, 19:25)        | Austria                  |
| 19. KOLEJKA |       |                          |                                         |                          |
| 14.02.2004  | 19:00 | SK Zadruga Aich/Dob      | 1:3 (21:25, 27:25, 17:25, 25:27)        | SVS Sokol V              |
| 14.02.2004  | 19:30 | VCA citycenter Amstetten | 0:3 (17:25, 21:25, 18:25)               | Hypo VBK Klagenfurt      |
| 15.02.2004  | 13:30 | Austria                  | 3:0 (25:19, 25:19, 25:23)               | Volley Salzburg          |
| 20. KOLEJKA |       |                          |                                         |                          |
| 21.02.2004  | 18:00 | Hypo VBK Klagenfurt      | 3:2 (22:25, 25:23, 25:6, 24:26, 15:13)  | SK Zadruga Aich/Dob      |
| 21.02.2004  | 19:30 | VCA citycenter Amstetten | 3:0 (26:24, 25:20, 25:22)               | Volley Salzburg          |
| 22.02.2004  | 13:30 | Austria                  | 2:3 (25:19, 16:25, 17:25, 25:18, 10:15) | SVS Sokol V              |
| Źródło:     |       |                          |                                         |                          |

#### Tabela
| Lp. | Drużyna                  | Pkt | Mecze | Mecze | Mecze | Rodzaj wyniku | Rodzaj wyniku | Rodzaj wyniku | Rodzaj wyniku | Rodzaj wyniku | Rodzaj wyniku | Sety | Sety | Sety  | Małe punkty | Małe punkty | Małe punkty |
| Lp. | Drużyna                  | Pkt | M     | W     | P     | 3:0           | 3:1           | 3:2           | 2:3           | 1:3           | 0:3           | wyg. | prz. | stos. | zdob.       | str.        | stos.       |
| --- | ------------------------ | --- | ----- | ----- | ----- | ------------- | ------------- | ------------- | ------------- | ------------- | ------------- | ---- | ---- | ----- | ----------- | ----------- | ----------- |
| 1   | SK Zadruga Aich/Dob      | 47  | 20    | 16    | 4     | 11            | 3             | 2             | 1             | 3             | 0             | 53   | 19   | 2.79  | 1690        | 1492        | 1.13        |
| 2   | SVS Sokol V              | 45  | 20    | 15    | 5     | 3             | 10            | 2             | 2             | 1             | 2             | 50   | 29   | 1.72  | 1835        | 1671        | 1.1         |
| 3   | Hypo VBK Klagenfurt      | 43  | 20    | 15    | 5     | 6             | 5             | 4             | 2             | 1             | 2             | 50   | 28   | 1.79  | 1810        | 1645        | 1.1         |
| 4   | VCA citycenter Amstetten | 22  | 20    | 7     | 13    | 3             | 3             | 1             | 2             | 6             | 5             | 31   | 44   | 0.7   | 1647        | 1772        | 0.93        |
| 5   | Austria                  | 19  | 20    | 6     | 14    | 1             | 3             | 2             | 3             | 7             | 4             | 31   | 49   | 0.63  | 1693        | 1816        | 0.93        |
| 6   | Volley Salzburg          | 4   | 20    | 1     | 19    | 0             | 1             | 0             | 1             | 7             | 11            | 12   | 58   | 0.21  | 1420        | 1699        | 0.84        |

Źródło: 
Punktacja: 3:0 i 3:1 – 3 pkt; 3:2 – 2 pkt; 2:3 – 1 pkt; 1:3 i 0:3 – 0 pkt
Zasady ustalania kolejności: 1. liczba punktów; 2. stosunek setów; 3. stosunek małych punktów; 4. bilans w bezpośrednich meczach
     Faza play-off – ćwierćfinały
     Faza play-off – 1/8 finału

## Faza play-off

### Drabinka
|  |            |                          |            |                          |            |    |                     |                       |                     |                     |                     |                   |                   |                   |                   |                   |                   |                   |                   |                   |           |  |  |        |        |        |        |        |        |        |        |        |
|  | 1/8 finału | 1/8 finału               | 1/8 finału | 1/8 finału               | 1/8 finału |    |                     | Ćwierćfinały          | Ćwierćfinały        | Ćwierćfinały        | Ćwierćfinały        | Ćwierćfinały      |                   |                   | Półfinały         | Półfinały         | Półfinały         | Półfinały         | Półfinały         | Półfinały         | Półfinały |  |  | Finały | Finały | Finały | Finały | Finały | Finały | Finały | Finały | Finały |
|  | 1/8 finału | 1/8 finału               | 1/8 finału | 1/8 finału               | 1/8 finału |    |                     | Ćwierćfinały          | Ćwierćfinały        | Ćwierćfinały        | Ćwierćfinały        | Ćwierćfinały      |                   |                   | Półfinały         | Półfinały         | Półfinały         | Półfinały         | Półfinały         | Półfinały         | Półfinały |  |  | Finały | Finały | Finały | Finały | Finały | Finały | Finały | Finały | Finały |
|  |            |                          |            |                          |            |    |                     |                       |                     |                     |                     |                   |                   |                   |                   |                   |                   |                   |                   |                   |           |  |  |        |        |        |        |        |        |        |        |        |
|  |            |                          |            |                          |            |    |                     |                       |                     |                     |                     |                   |                   |                   |                   |                   |                   |                   |                   |                   |           |  |  |        |        |        |        |        |        |        |        |        |
|  |            |                          |            |                          |            |    |                     |                       |                     |                     |                     |                   |                   |                   |                   |                   |                   |                   |                   |                   |           |  |  |        |        |        |        |        |        |        |        |        |
|  |            |                          |            |                          |            |    |                     |                       |                     |                     |                     |                   |                   |                   |                   |                   |                   |                   |                   |                   |           |  |  |        |        |        |        |        |        |        |        |        |
|  |            |                          |            |                          |            |    |                     |                       |                     |                     |                     |                   |                   |                   |                   |                   |                   |                   |                   |                   |           |  |  |        |        |        |        |        |        |        |        |        |
|  | S1         | aon hotVolleys Wiedeń    | 3          | 3                        |            |    |                     |                       |                     |                     |                     |                   |                   |                   |                   |                   |                   |                   |                   |                   |           |  |  |        |        |        |        |        |        |        |        |        |
|  | S1         | aon hotVolleys Wiedeń    | 3          | 3                        |            |    |                     |                       |                     |                     |                     |                   |                   |                   |                   |                   |                   |                   |                   |                   |           |  |  |        |        |        |        |        |        |        |        |        |
|  |            |                          | F4         | VCA citycenter Amstetten | 0          | 0  |                     |                       |                     |                     |                     |                   |                   |                   |                   |                   |                   |                   |                   |                   |           |  |  |        |        |        |        |        |        |        |        |        |
|  | F4         | VCA citycenter Amstetten | F4         | VCA citycenter Amstetten | 0          | 0  | 3                   | 3                     |                     |                     |                     |                   |                   |                   |                   |                   |                   |                   |                   |                   |           |  |  |        |        |        |        |        |        |        |        |        |
|  | F4         | VCA citycenter Amstetten |            |                          |            |    |                     |                       |                     |                     |                     |                   |                   |                   |                   |                   |                   |                   |                   |                   |           |  |  |        |        |        |        |        |        |        |        |        |
|  | S5         | supervolley Enns         | 2          | 0                        |            |    |                     |                       |                     |                     |                     |                   |                   |                   |                   |                   |                   |                   |                   |                   |           |  |  |        |        |        |        |        |        |        |        |        |
|  | S5         | supervolley Enns         | 2          | 0                        |            |    | S1                  | aon hotVolleys Wiedeń | 3                   | 3                   | 3                   |                   |                   |                   |                   |                   |                   |                   |                   |                   |           |  |  |        |        |        |        |        |        |        |        |        |
|  |            |                          |            |                          |            |    |                     |                       |                     |                     |                     |                   |                   |                   |                   |                   |                   |                   |                   |                   |           |  |  |        |        |        |        |        |        |        |        |        |
|  |            |                          | F2         | SVS Sokol V              | 0          | 1  | 1                   |                       |                     |                     |                     |                   |                   |                   |                   |                   |                   |                   |                   |                   |           |  |  |        |        |        |        |        |        |        |        |        |
|  |            |                          |            |                          |            | 1  | 1                   |                       |                     |                     |                     |                   |                   |                   |                   |                   |                   |                   |                   |                   |           |  |  |        |        |        |        |        |        |        |        |        |
|  |            |                          |            |                          |            |    |                     |                       |                     |                     |                     |                   |                   |                   |                   |                   |                   |                   |                   |                   |           |  |  |        |        |        |        |        |        |        |        |        |
|  |            |                          |            |                          |            |    |                     |                       |                     |                     |                     |                   |                   |                   |                   |                   |                   |                   |                   |                   |           |  |  |        |        |        |        |        |        |        |        |        |
|  | F2         | SVS Sokol V              | 3          | 1                        | 3          |    |                     |                       |                     |                     |                     |                   |                   |                   |                   |                   |                   |                   |                   |                   |           |  |  |        |        |        |        |        |        |        |        |        |
|  | F2         | SVS Sokol V              | 3          | 1                        | 3          |    |                     |                       |                     |                     |                     |                   |                   |                   |                   |                   |                   |                   |                   |                   |           |  |  |        |        |        |        |        |        |        |        |        |
|  |            |                          | S3         | TSV Sparkasse Hartberg   | 1          | 3  | 0                   |                       |                     |                     |                     |                   |                   |                   |                   |                   |                   |                   |                   |                   |           |  |  |        |        |        |        |        |        |        |        |        |
|  | S3         | TSV Sparkasse Hartberg   | S3         | TSV Sparkasse Hartberg   | 1          | 3  | 0                   | 3                     | 3                   |                     |                     |                   |                   |                   |                   |                   |                   |                   |                   |                   |           |  |  |        |        |        |        |        |        |        |        |        |
|  | S3         | TSV Sparkasse Hartberg   |            |                          |            |    |                     |                       |                     |                     |                     |                   |                   |                   |                   |                   |                   |                   |                   |                   |           |  |  |        |        |        |        |        |        |        |        |        |
|  | 2BL        | Sportliga Linz           | 0          | 0                        |            |    |                     |                       |                     |                     |                     |                   |                   |                   |                   |                   |                   |                   |                   |                   |           |  |  |        |        |        |        |        |        |        |        |        |
|  | 2BL        | Sportliga Linz           | 0          | 0                        |            |    | S1                  | aon hotVolleys Wiedeń | 3                   | 3                   | 3                   | 3                 |                   |                   |                   |                   |                   |                   |                   |                   |           |  |  |        |        |        |        |        |        |        |        |        |
|  |            |                          |            |                          |            |    |                     |                       |                     |                     |                     |                   |                   |                   |                   |                   |                   |                   |                   |                   |           |  |  |        |        |        |        |        |        |        |        |        |
|  |            |                          | S2         | VT Tiroler Wasserkraft   | 2          | 2  | 1                   | 1                     |                     |                     |                     |                   |                   |                   |                   |                   |                   |                   |                   |                   |           |  |  |        |        |        |        |        |        |        |        |        |
|  |            |                          |            |                          |            | 2  | 1                   | 1                     |                     |                     |                     |                   |                   |                   |                   |                   |                   |                   |                   |                   |           |  |  |        |        |        |        |        |        |        |        |        |
|  |            |                          |            |                          |            |    |                     |                       |                     |                     |                     |                   |                   |                   |                   |                   |                   |                   |                   |                   |           |  |  |        |        |        |        |        |        |        |        |        |
|  |            |                          |            |                          |            |    |                     |                       |                     |                     |                     |                   |                   |                   |                   |                   |                   |                   |                   |                   |           |  |  |        |        |        |        |        |        |        |        |        |
|  | F1         | SK Zadruga Aich/Dob      | 3          | 3                        |            |    |                     |                       |                     |                     |                     |                   |                   |                   |                   |                   |                   |                   |                   |                   |           |  |  |        |        |        |        |        |        |        |        |        |
|  | F1         | SK Zadruga Aich/Dob      | 3          | 3                        |            |    |                     |                       |                     |                     |                     |                   |                   |                   |                   |                   |                   |                   |                   |                   |           |  |  |        |        |        |        |        |        |        |        |        |
|  |            |                          | S4         | UVC Wesser Graz          | 0          | 1  |                     |                       |                     |                     |                     |                   |                   |                   |                   |                   |                   |                   |                   |                   |           |  |  |        |        |        |        |        |        |        |        |        |
|  | S4         | UVC Wesser Graz          | S4         | UVC Wesser Graz          | 0          | 1  | 3                   | 3                     |                     |                     |                     |                   |                   |                   |                   |                   |                   |                   |                   |                   |           |  |  |        |        |        |        |        |        |        |        |        |
|  | S4         | UVC Wesser Graz          |            |                          |            |    |                     |                       |                     |                     |                     |                   |                   |                   |                   |                   |                   |                   |                   |                   |           |  |  |        |        |        |        |        |        |        |        |        |
|  | F6         | Volley Salzburg          | 2          | 0                        |            |    |                     |                       |                     |                     |                     |                   |                   |                   |                   |                   |                   |                   |                   |                   |           |  |  |        |        |        |        |        |        |        |        |        |
|  | F6         | Volley Salzburg          | 2          | 0                        |            |    | F1                  | SK Zadruga Aich/Dob   | 0                   | 0                   | 0                   |                   |                   |                   |                   |                   |                   |                   |                   |                   |           |  |  |        |        |        |        |        |        |        |        |        |
|  |            |                          |            |                          |            |    |                     |                       |                     |                     |                     |                   |                   |                   |                   |                   |                   |                   |                   |                   |           |  |  |        |        |        |        |        |        |        |        |        |
|  |            |                          | S2         | VT Tiroler Wasserkraft   | 3          | 3  | 3                   |                       |                     |                     |                     | Mecz o 3. miejsce | Mecz o 3. miejsce | Mecz o 3. miejsce | Mecz o 3. miejsce | Mecz o 3. miejsce | Mecz o 3. miejsce | Mecz o 3. miejsce | Mecz o 3. miejsce | Mecz o 3. miejsce |           |  |  |        |        |        |        |        |        |        |        |        |
|  |            |                          |            |                          |            | 3  | 3                   |                       |                     |                     |                     |                   |                   |                   | Mecz o 3. miejsce | Mecz o 3. miejsce | Mecz o 3. miejsce | Mecz o 3. miejsce | Mecz o 3. miejsce | Mecz o 3. miejsce |           |  |  |        |        |        |        |        |        |        |        |        |
|  |            |                          |            |                          |            |    |                     |                       |                     |                     |                     |                   |                   |                   |                   |                   |                   |                   |                   |                   |           |  |  |        |        |        |        |        |        |        |        |        |
|  |            |                          |            |                          |            |    |                     |                       |                     |                     |                     |                   |                   |                   |                   |                   |                   |                   |                   |                   |           |  |  |        |        |        |        |        |        |        |        |        |
|  | S2         | VT Tiroler Wasserkraft   | 3          | 3                        |            | F1 | SK Zadruga Aich/Dob | SK Zadruga Aich/Dob   | SK Zadruga Aich/Dob | SK Zadruga Aich/Dob | SK Zadruga Aich/Dob | 2                 | 2                 |                   |                   |                   |                   |                   |                   |                   |           |  |  |        |        |        |        |        |        |        |        |        |
|  | S2         | VT Tiroler Wasserkraft   | 3          | 3                        |            |    |                     |                       |                     | SK Zadruga Aich/Dob | SK Zadruga Aich/Dob | 2                 | 2                 |                   |                   |                   |                   |                   |                   |                   |           |  |  |        |        |        |        |        |        |        |        |        |
|  |            |                          | F3         | Hypo VBK Klagenfurt      | 0          | 1  |                     |                       |                     | F2                  | SVS Sokol V         | SVS Sokol V       | SVS Sokol V       | SVS Sokol V       | SVS Sokol V       | 3                 | 3                 |                   |                   |                   |           |  |  |        |        |        |        |        |        |        |        |        |
|  | F3         | Hypo VBK Klagenfurt      | F3         | Hypo VBK Klagenfurt      | 0          | 1  | 3                   | 3                     |                     | F2                  | SVS Sokol V         | SVS Sokol V       | SVS Sokol V       | SVS Sokol V       | SVS Sokol V       | 3                 | 3                 |                   |                   |                   |           |  |  |        |        |        |        |        |        |        |        |        |
|  | F3         | Hypo VBK Klagenfurt      |            |                          |            |    |                     |                       |                     |                     |                     |                   |                   |                   |                   |                   |                   |                   |                   |                   |           |  |  |        |        |        |        |        |        |        |        |        |
|  | S6         | Döbling/UAB              | 1          | 0                        |            |    |                     |                       |                     |                     |                     |                   |                   |                   |                   |                   |                   |                   |                   |                   |           |  |  |        |        |        |        |        |        |        |        |        |
|  | S6         | Döbling/UAB              | 1          | 0                        |            |    |                     |                       |                     |                     |                     |                   |                   |                   |                   |                   |                   |                   |                   |                   |           |  |  |        |        |        |        |        |        |        |        |        |

|  |                     |                          |                     |                     |                     |                    |    |                        |                    |                    |                    |                    |
|  | Mecze o miejsca 5-8 | Mecze o miejsca 5-8      | Mecze o miejsca 5-8 | Mecze o miejsca 5-8 | Mecze o miejsca 5-8 |                    |    | Mecze o 5. miejsce     | Mecze o 5. miejsce | Mecze o 5. miejsce | Mecze o 5. miejsce | Mecze o 5. miejsce |
|  | Mecze o miejsca 5-8 | Mecze o miejsca 5-8      | Mecze o miejsca 5-8 | Mecze o miejsca 5-8 | Mecze o miejsca 5-8 |                    |    | Mecze o 5. miejsce     | Mecze o 5. miejsce | Mecze o 5. miejsce | Mecze o 5. miejsce | Mecze o 5. miejsce |
|  |                     |                          |                     |                     |                     |                    |    |                        |                    |                    |                    |                    |
|  |                     |                          |                     |                     |                     |                    |    |                        |                    |                    |                    |                    |
|  | S3                  | TSV Sparkasse Hartberg   | 3                   | 3                   |                     |                    |    |                        |                    |                    |                    |                    |
|  | S3                  | TSV Sparkasse Hartberg   | 3                   | 3                   |                     |                    |    |                        |                    |                    |                    |                    |
|  | F4                  | VCA citycenter Amstetten | 0                   | 2                   |                     |                    |    |                        |                    |                    |                    |                    |
|  | F4                  | VCA citycenter Amstetten | 0                   | 2                   |                     |                    | S3 | TSV Sparkasse Hartberg | 3                  | 0                  | 3                  |                    |
|  |                     |                          |                     |                     |                     |                    | S3 | TSV Sparkasse Hartberg | 3                  | 0                  | 3                  |                    |
|  |                     |                          | F3                  | Hypo VBK Klagenfurt | 1                   | 3                  | 2  |                        |                    |                    |                    |                    |
|  | F3                  | Hypo VBK Klagenfurt      | F3                  | Hypo VBK Klagenfurt | 1                   | 3                  | 2  | 3                      | 0                  | 3                  |                    |                    |
|  | F3                  | Hypo VBK Klagenfurt      |                     |                     |                     |                    |    |                        |                    | 3                  |                    |                    |
|  | S4                  | UVC Wesser Graz          | 1                   | 3                   | 0                   |                    |    |                        |                    |                    |                    |                    |
|  | S4                  | UVC Wesser Graz          | 1                   | 3                   | 0                   | Mecze o 7. miejsce |    |                        |                    |                    |                    |                    |
|  |                     |                          |                     |                     |                     |                    |    |                        |                    |                    |                    |                    |
|  |                     |                          |                     |                     |                     |                    |    |                        |                    |                    |                    |                    |
|  |                     |                          |                     |                     |                     |                    |    |                        |                    |                    |                    |                    |
|  | S4                  | UVC Wesser Graz          | 3                   | 3                   |                     |                    |    |                        |                    |                    |                    |                    |
|  | S4                  | UVC Wesser Graz          | 3                   | 3                   |                     |                    |    |                        |                    |                    |                    |                    |
|  | F4                  | VCA citycenter Amstetten | 0                   | 2                   |                     |                    |    |                        |                    |                    |                    |                    |
|  | F4                  | VCA citycenter Amstetten | 0                   | 2                   |                     |                    |    |                        |                    |                    |                    |                    |

### I runda

#### 1/8 finału
(do dwóch zwycięstw)
| Data                          | Godz.                         | Gospodarz                     | Rezultat                                | Gość                     |
| ----------------------------- | ----------------------------- | ----------------------------- | --------------------------------------- | ------------------------ |
| VCA citycenter Amstetten (F4) | VCA citycenter Amstetten (F4) | VCA citycenter Amstetten (F4) | 2 – 0                                   | (S5) supervolley Enns    |
| 25.02.2004                    | 19:30                         | supervolley Enns              | 2:3 (20:25, 27:25, 25:22, 22:25, 10:15) | VCA citycenter Amstetten |
| 28.02.2004                    | 19:00                         | VCA citycenter Amstetten      | 3:0 (25:20, 30:28, 25:16)               | supervolley Enns         |
| TSV Sparkasse Hartberg (S3)   | TSV Sparkasse Hartberg (S3)   | TSV Sparkasse Hartberg (S3)   | 2 – 0                                   | (2BL) Sportliga Linz     |
| 25.02.2004                    | 20:00                         | TSV Sparkasse Hartberg        | 3:0 (25:15, 25:18, 25:19)               | Sportliga Linz           |
| 28.02.2004                    | 19:00                         | Sportliga Linz                | 0:3 (18:25, 14:25, 23:25)               | TSV Sparkasse Hartberg   |
| UVC Wesser Graz (S4)          | UVC Wesser Graz (S4)          | UVC Wesser Graz (S4)          | 2 – 0                                   | (F6) Volley Salzburg     |
| 25.02.2004                    | 20:15                         | Volley Salzburg               | 2:3 (19:25, 25:23, 25:23, 13:25, 8:15)  | UVC Wesser Graz          |
| 28.02.2004                    | 19:00                         | UVC Wesser Graz               | 3:0 (25:18, 25:21, 25:13)               | Volley Salzburg          |
| Hypo VBK Klagenfurt (F3)      | Hypo VBK Klagenfurt (F3)      | Hypo VBK Klagenfurt (F3)      | 2 – 0                                   | (S6) Döbling/UAB         |
| 24.02.2004                    |                               | Döbling/UAB                   | 1:3 (23:25, 25:23, 21:25, 23:25)        | Hypo VBK Klagenfurt      |
| 28.02.2004                    | 18:00                         | Hypo VBK Klagenfurt           | 3:0 (25:20, 25:19, 25:16)               | Döbling/UAB              |

### II runda

#### Ćwierćfinały
(do dwóch zwycięstw)
| Data                        | Godz.                       | Gospodarz                   | Rezultat                         | Gość                          |
| --------------------------- | --------------------------- | --------------------------- | -------------------------------- | ----------------------------- |
| aon hotVolleys Wiedeń (S1)  | aon hotVolleys Wiedeń (S1)  | aon hotVolleys Wiedeń (S1)  | 2 – 0                            | (F4) VCA citycenter Amstetten |
| 03.03.2004                  | 19:30                       | VCA citycenter Amstetten    | 0:3 (12:25, 18:25, 23:25)        | aon hotVolleys Wiedeń         |
| 10.03.2004                  | 19:00                       | aon hotVolleys Wiedeń       | 3:0 (25:17, 25:18, 25:16)        | VCA citycenter Amstetten      |
| SVS Sokol V (F2)            | SVS Sokol V (F2)            | SVS Sokol V (F2)            | 2 – 1                            | (S3) TSV Sparkasse Hartberg   |
| 03.03.2004                  |                             | TSV Sparkasse Hartberg      | 1:3 (25:21, 21:25, 25:27, 20:25) | SVS Sokol V                   |
| 09.03.2004                  | 18:00                       | SVS Sokol V                 | 1:3 (19:25, 25:19, 20:25, 22:25) | TSV Sparkasse Hartberg        |
| 12.03.2004                  | 17:30                       | SVS Sokol V                 | 3:0 (32:30, 25:16, 25:17)        | TSV Sparkasse Hartberg        |
| SK Zadruga Aich/Dob (F1)    | SK Zadruga Aich/Dob (F1)    | SK Zadruga Aich/Dob (F1)    | 2 – 0                            | (S4) UVC Wesser Graz          |
| 03.03.2004                  | 19:15                       | UVC Wesser Graz             | 0:3 (20:25, 18:25, 20:25)        | SK Zadruga Aich/Dob           |
| 11.03.2004                  |                             | SK Zadruga Aich/Dob         | 3:1 (25:21, 25:20, 23:25, 25:12) | UVC Wesser Graz               |
| VT Tiroler Wasserkraft (S2) | VT Tiroler Wasserkraft (S2) | VT Tiroler Wasserkraft (S2) | 2 – 0                            | (F3) Hypo VBK Klagenfurt      |
| 03.03.2004                  | 18:00                       | Hypo VBK Klagenfurt         | 0:3 (16:25, 21:25, 20:25)        | VT Tiroler Wasserkraft        |
| 10.03.2004                  |                             | VT Tiroler Wasserkraft      | 3:1 (17:25, 25:13, 25:18, 25:13) | Hypo VBK Klagenfurt           |

### III runda

#### Półfinały
(do trzech zwycięstw)
| Data                       | Godz.                      | Gospodarz                  | Rezultat                         | Gość                        |
| -------------------------- | -------------------------- | -------------------------- | -------------------------------- | --------------------------- |
| aon hotVolleys Wiedeń (S1) | aon hotVolleys Wiedeń (S1) | aon hotVolleys Wiedeń (S1) | 3 – 0                            | (F2) SVS Sokol V            |
| 17.03.2004                 | 19:00                      | aon hotVolleys Wiedeń      | 3:0 (25:19, 25:18, 25:16)        | SVS Sokol V                 |
| 21.03.2004                 | 18:00                      | SVS Sokol V                | 1:3 (25:19, 20:25, 16:25, 22:25) | aon hotVolleys Wiedeń       |
| 24.03.2004                 | 19:00                      | aon hotVolleys Wiedeń      | 3:1 (23:25, 25:12, 25:18, 25:17) | SVS Sokol V                 |
| SK Zadruga Aich/Dob (F1)   | SK Zadruga Aich/Dob (F1)   | SK Zadruga Aich/Dob (F1)   | 0 – 3                            | (S2) VT Tiroler Wasserkraft |
| 17.03.2004                 | 19:00                      | VT Tiroler Wasserkraft     | 3:0 (25:23, 25:22, 25:11)        | SK Zadruga Aich/Dob         |
| 20.03.2004                 | 19:00                      | SK Zadruga Aich/Dob        | 0:3 (19:25, 19:25, 15:25)        | VT Tiroler Wasserkraft      |
| 25.03.2004                 | 19:00                      | SK Zadruga Aich/Dob        | 0:3 (19:25, 15:25, 20:25)        | VT Tiroler Wasserkraft      |

#### Mecze o miejsca 5-8
(do dwóch zwycięstw)
| Data                        | Godz.                       | Gospodarz                   | Rezultat                                | Gość                          |
| --------------------------- | --------------------------- | --------------------------- | --------------------------------------- | ----------------------------- |
| TSV Sparkasse Hartberg (S3) | TSV Sparkasse Hartberg (S3) | TSV Sparkasse Hartberg (S3) | 2 – 0                                   | (F4) VCA citycenter Amstetten |
| 20.03.2004                  |                             | TSV Sparkasse Hartberg      | 3:0 (25:21, 25:23, 25:19)               | VCA citycenter Amstetten      |
| 27.03.2004                  | 17:30                       | VCA citycenter Amstetten    | 2:3 (14:25, 22:25, 28:26, 27:25, 16:18) | TSV Sparkasse Hartberg        |
| Hypo VBK Klagenfurt (F3)    | Hypo VBK Klagenfurt (F3)    | Hypo VBK Klagenfurt (F3)    | 2 – 1                                   | (S4) UVC Wesser Graz          |
| 20.03.2004                  |                             | Hypo VBK Klagenfurt         | 3:1 (25:18, 16:25, 25:14, 25:15)        | UVC Wesser Graz               |
| 27.03.2004                  | 19:15                       | UVC Wesser Graz             | 3:0 (25:22, 25:16, 25:15)               | Hypo VBK Klagenfurt           |
| 03.04.2004                  | 16:00                       | Hypo VBK Klagenfurt         | 3:0 (25:16, 25:20, 25:14)               | UVC Wesser Graz               |

### IV runda

#### Finały
(do czterech zwycięstw)
| Data                       | Godz.                      | Gospodarz                  | Rezultat                                | Gość                        |
| -------------------------- | -------------------------- | -------------------------- | --------------------------------------- | --------------------------- |
| aon hotVolleys Wiedeń (S1) | aon hotVolleys Wiedeń (S1) | aon hotVolleys Wiedeń (S1) | 4 – 0                                   | (S2) VT Tiroler Wasserkraft |
| 02.04.2004                 | 20:30                      | aon hotVolleys Wiedeń      | 3:2 (16:25, 25:19, 19:25, 26:24, 15:9)  | VT Tiroler Wasserkraft      |
| 05.04.2004                 | 20:15                      | VT Tiroler Wasserkraft     | 2:3 (18:25, 25:22, 23:25, 27:25, 13:15) | aon hotVolleys Wiedeń       |
| 09.04.2004                 | 20:30                      | aon hotVolleys Wiedeń      | 3:1 (25:21, 20:25, 25:10, 25:16)        | VT Tiroler Wasserkraft      |
| 16.04.2004                 | 20:15                      | VT Tiroler Wasserkraft     | 1:3 (23:25, 18:25, 25:20, 20:25)        | aon hotVolleys Wiedeń       |

#### Mecze o 3. miejsce
(do dwóch zwycięstw)
| Data                     | Godz.                    | Gospodarz                | Rezultat                                | Gość                |
| ------------------------ | ------------------------ | ------------------------ | --------------------------------------- | ------------------- |
| SK Zadruga Aich/Dob (F1) | SK Zadruga Aich/Dob (F1) | SK Zadruga Aich/Dob (F1) | 0 – 2                                   | (F2) SVS Sokol V    |
| 02.04.2004               | 17:30                    | SVS Sokol V              | 3:2 (25:21, 20:25, 21:25, 25:23, 15:9)  | SK Zadruga Aich/Dob |
| 17.04.2004               | 19:00                    | SK Zadruga Aich/Dob      | 2:3 (17:25, 11:25, 25:22, 25:23, 12:15) | SVS Sokol V         |

#### Mecze o 5. miejsce
(do dwóch zwycięstw)
| Data                        | Godz.                       | Gospodarz                   | Rezultat                                | Gość                     |
| --------------------------- | --------------------------- | --------------------------- | --------------------------------------- | ------------------------ |
| TSV Sparkasse Hartberg (S3) | TSV Sparkasse Hartberg (S3) | TSV Sparkasse Hartberg (S3) | 2 – 1                                   | (F3) Hypo VBK Klagenfurt |
| 15.04.2004                  | 20:00                       | TSV Sparkasse Hartberg      | 3:1 (21:25, 25:23, 32:30, 25:21)        | Hypo VBK Klagenfurt      |
| 17.04.2004                  | 20:00                       | Hypo VBK Klagenfurt         | 3:0 (25:22, 25:17, 25:20)               | TSV Sparkasse Hartberg   |
| 24.04.2004                  | 20:00                       | TSV Sparkasse Hartberg      | 3:2 (25:21, 25:16, 22:25, 21:25, 15:10) | Hypo VBK Klagenfurt      |

#### Mecze o 7. miejsce
(do dwóch zwycięstw)
| Data                 | Godz.                | Gospodarz                | Rezultat                                | Gość                          |
| -------------------- | -------------------- | ------------------------ | --------------------------------------- | ----------------------------- |
| UVC Wesser Graz (S4) | UVC Wesser Graz (S4) | UVC Wesser Graz (S4)     | 2 – 0                                   | (F4) VCA citycenter Amstetten |
| 12.04.2004           | 18:00                | UVC Wesser Graz          | 3:0 (25:15, 25:20, 25:18)               | VCA citycenter Amstetten      |
| 16.04.2004           | 20:00                | VCA citycenter Amstetten | 2:3 (15:25, 25:21, 25:22, 20:25, 13:15) | UVC Wesser Graz               |

## Faza play-out

### Drabinka
|  |                      |                      |                      |                      |                      |   |    |                    |                    |                    |                    |                    |
|  | Mecze o miejsca 9-12 | Mecze o miejsca 9-12 | Mecze o miejsca 9-12 | Mecze o miejsca 9-12 | Mecze o miejsca 9-12 |   |    | Mecze o 9. miejsce | Mecze o 9. miejsce | Mecze o 9. miejsce | Mecze o 9. miejsce | Mecze o 9. miejsce |
|  | Mecze o miejsca 9-12 | Mecze o miejsca 9-12 | Mecze o miejsca 9-12 | Mecze o miejsca 9-12 | Mecze o miejsca 9-12 |   |    | Mecze o 9. miejsce | Mecze o 9. miejsce | Mecze o 9. miejsce | Mecze o 9. miejsce | Mecze o 9. miejsce |
|  |                      |                      |                      |                      |                      |   |    |                    |                    |                    |                    |                    |
|  |                      |                      |                      |                      |                      |   |    |                    |                    |                    |                    |                    |
|  | S5                   | supervolley Enns     | 3                    | 3                    |                      |   |    |                    |                    |                    |                    |                    |
|  | S5                   | supervolley Enns     | 3                    | 3                    |                      |   |    |                    |                    |                    |                    |                    |
|  | 2BL                  | Sportliga Linz       | 1                    | 0                    |                      |   |    |                    |                    |                    |                    |                    |
|  | 2BL                  | Sportliga Linz       | 1                    | 0                    |                      |   | S5 | supervolley Enns   | 3                  | 3                  |                    |                    |
|  |                      |                      |                      |                      |                      |   | S5 | supervolley Enns   | 3                  | 3                  |                    |                    |
|  |                      |                      | F6                   | Volley Salzburg      | 1                    | 0 |    |                    |                    |                    |                    |                    |
|  | S6                   | Döbling/UAB          | F6                   | Volley Salzburg      | 1                    | 0 | 3  | 0                  | 2                  |                    |                    |                    |
|  | S6                   | Döbling/UAB          |                      |                      |                      |   |    |                    |                    |                    |                    |                    |
|  | F6                   | Volley Salzburg      | 0                    | 3                    | 3                    |   |    |                    |                    |                    |                    |                    |
|  | F6                   | Volley Salzburg      | 0                    | 3                    | 3                    |   |    |                    |                    |                    |                    |                    |
|  |                      |                      |                      |                      |                      |   |    |                    |                    |                    |                    |                    |

### Mecze o miejsca 9-12
(do dwóch zwycięstw)
| Data                  | Godz.                 | Gospodarz             | Rezultat                                | Gość                 |
| --------------------- | --------------------- | --------------------- | --------------------------------------- | -------------------- |
| supervolley Enns (S5) | supervolley Enns (S5) | supervolley Enns (S5) | 2 – 0                                   | (2BL) Sportliga Linz |
| 04.03.2004            | 19:30                 | supervolley Enns      | 3:1 (25:17, 18:25, 25:23, 25:16)        | Sportliga Linz       |
| 07.03.2004            | 18:00                 | Sportliga Linz        | 0:3 (19:25, 14:25, 16:25)               | supervolley Enns     |
| Döbling/UAB (S6)      | Döbling/UAB (S6)      | Döbling/UAB (S6)      | 1 – 2                                   | (F6) Volley Salzburg |
| 02.03.2004            |                       | Döbling/UAB           | 3:0 (25:17, 25:18, 25:22)               | Volley Salzburg      |
| 06.03.2004            | 20:00                 | Volley Salzburg       | 3:0 (25:23, 26:24, 30:28)               | Döbling/UAB          |
| 07.03.2004            | 18:00                 | Volley Salzburg       | 3:2 (25:19, 25:20, 21:25, 16:25, 15:11) | Döbling/UAB          |

### Mecze o 9. miejsce
(do dwóch zwycięstw)
| Data                  | Godz.                 | Gospodarz             | Rezultat                         | Gość                 |
| --------------------- | --------------------- | --------------------- | -------------------------------- | -------------------- |
| supervolley Enns (S5) | supervolley Enns (S5) | supervolley Enns (S5) | 2 – 0                            | (F6) Volley Salzburg |
| 20.03.2004            | 20:00                 | Volley Salzburg       | 1:3 (28:26, 18:25, 21:25, 20:25) | supervolley Enns     |
| 27.03.2004            | 20:00                 | supervolley Enns      | 3:0 (25:14, 25:14, 25:19)        | Volley Salzburg      |

## Klasyfikacja końcowa
| Poz.    | Drużyna                  |
| ------- | ------------------------ |
| 1.      | hotVolleys Wiedeń        |
| 2.      | VT Tiroler Wasserkraft   |
| 3.      | SVS Sokol V              |
| 4.      | SK Zadruga Aich/Dob      |
| 5.      | TSV Sparkasse Hartberg   |
| 6.      | Hypo VBK Klagenfurt      |
| 7.      | UVC Wesser Graz          |
| 8.      | VCA citycenter Amstetten |
| 9.      | supervolley Enns         |
| 10.     | Volley Salzburg          |
| 11.     | Döbling/UAB              |
| —       | Austria                  |
| Źródło: |                          |

     Liga Mistrzów 2004/2005
     Puchar CEV 2004/2005
     Baraże

## Baraże

### Uczestnicy
| Drużyna                          | Wynik w sezonie 2003/2004        |
| -------------------------------- | -------------------------------- |
| Döbling/UAB                      | 11. miejsce w Aon Volley League  |
| WEB Union Volleyball Arbesbach   | 1. miejsce w 2. Bundeslidze Ost  |
| ATUS VBC Manpower Sparkasse Weiz | 2. miejsce w 2. Bundeslidze Ost  |
| Sportliga Linz                   | 1. miejsce w 2. Bundeslidze West |
| Auto Legat Seewalchen            | 2. miejsce w 2. Bundeslidze West |

### Tabela wyników
| Gospodarz \ Gość1                | DÖB | ARB | LIN | WEI | SEE |
| -------------------------------- | --- | --- | --- | --- | --- |
| Döbling/UAB                      | -   | 3:1 | 3:0 | 3:1 | 3:2 |
| WEB Union Volleyball Arbesbach   | 1:3 | -   | 1:3 | 1:3 | 3:0 |
| Sportliga Linz                   | 0:3 | 2:3 | -   | 2:3 | 3:0 |
| ATUS VBC Manpower Sparkasse Weiz | 3:1 | 3:0 | 3:0 | -   | 3:1 |
| Auto Legat Seewalchen            | 2:3 | 1:3 | 3:1 | 3:0 | -   |

Źródło: 
1 Drużyna gospodarzy jest wymieniona po lewej stronie tabeli.
Kolory:
  zwycięstwo gospodarzy 3:0 lub 3:1
  zwycięstwo gospodarzy 3:2
  zwycięstwo gości 3:0 lub 3:1
  zwycięstwo gości 3:2

### Terminarz i wyniki spotkań
| Data       | Gospodarz                        | Rezultat                                | Gość                             |
| ---------- | -------------------------------- | --------------------------------------- | -------------------------------- |
| 13.03.2004 | WEB Union Volleyball Arbesbach   | 1:3 (21:25, 25:23, 16:25, 12:25)        | ATUS VBC Manpower Sparkasse Weiz |
| 13.03.2004 | Sportliga Linz                   | 0:3 (19:25, 26:28, 22:25)               | Döbling/UAB                      |
| 14.03.2004 | Sportliga Linz                   | 2:3 (22:25, 21:25, 28:26, 25:15, 12:15) | ATUS VBC Manpower Sparkasse Weiz |
| 14.03.2004 | WEB Union Volleyball Arbesbach   | 1:3 (23:25, 19:25, 25:21, 23:25)        | Döbling/UAB                      |
| 20.03.2004 | Döbling/UAB                      | 3:2 (25:15, 26:24, 22:25, 21:25, 15:12) | Auto Legat Seewalchen            |
| 20.03.2004 | Sportliga Linz                   | 2:3 (22:25, 25:19, 26:24, 22:25, 14:16) | WEB Union Volleyball Arbesbach   |
| 21.03.2004 | ATUS VBC Manpower Sparkasse Weiz | 3:1 (25:20, 25:21, 20:25, 25:22)        | Auto Legat Seewalchen            |
| 27.03.2004 | Auto Legat Seewalchen            | 3:1 (30:28, 25:11, 26:28, 33:31)        | Sportliga Linz                   |
| 28.03.2004 | ATUS VBC Manpower Sparkasse Weiz | 3:1 (21:25, 25:19, 25:23, 25:23)        | Döbling/UAB                      |
| 28.03.2004 | Auto Legat Seewalchen            | 1:3 (25:16, 26:28, 19:25, 18:25)        | WEB Union Volleyball Arbesbach   |
| 03.04.2004 | Döbling/UAB                      | 3:0 (25:22, 25:14, 25:22)               | Sportliga Linz                   |
| 03.04.2004 | ATUS VBC Manpower Sparkasse Weiz | 3:0 (25:18, 25:22, 27:25)               | WEB Union Volleyball Arbesbach   |
| 04.04.2004 | Döbling/UAB                      | 3:1 (22:25, 25:16, 25:18, 25:14)        | WEB Union Volleyball Arbesbach   |
| 04.04.2004 | ATUS VBC Manpower Sparkasse Weiz | 3:0 (25:18, 25:17, 30:28)               | Sportliga Linz                   |
| 17.04.2004 | Auto Legat Seewalchen            | 2:3 (25:27, 25:22, 25:20, 32:34, 7:15)  | Döbling/UAB                      |
| 17.04.2004 | WEB Union Volleyball Arbesbach   | 1:3 (16:25, 25:19, 22:25, 15:25)        | Sportliga Linz                   |
| 18.04.2004 | Auto Legat Seewalchen            | 3:0 (25:22, 25:16, 25:17)               | ATUS VBC Manpower Sparkasse Weiz |
| 24.04.2004 | Sportliga Linz                   | 3:0 (25:16, 25:19, 25:23)               | Auto Legat Seewalchen            |
| 24.04.2004 | Döbling/UAB                      | 3:1 (25:15, 25:21, 22:25, 25:23)        | ATUS VBC Manpower Sparkasse Weiz |
| 25.04.2004 | WEB Union Volleyball Arbesbach   | 3:0 (25:19, 25:23, 28:26)               | Auto Legat Seewalchen            |
| Źródło:    |                                  |                                         |                                  |

### Tabela
| Lp. | Drużyna                          | Pkt | Mecze | Mecze | Mecze | Rodzaj wyniku | Rodzaj wyniku | Rodzaj wyniku | Rodzaj wyniku | Rodzaj wyniku | Rodzaj wyniku | Sety | Sety | Sety  | Małe punkty | Małe punkty | Małe punkty |
| Lp. | Drużyna                          | Pkt | M     | W     | P     | 3:0           | 3:1           | 3:2           | 2:3           | 1:3           | 0:3           | wyg. | prz. | stos. | zdob.       | str.        | stos.       |
| --- | -------------------------------- | --- | ----- | ----- | ----- | ------------- | ------------- | ------------- | ------------- | ------------- | ------------- | ---- | ---- | ----- | ----------- | ----------- | ----------- |
| 1   | Döbling/UAB                      | 14  | 8     | 7     | 1     | 2             | 3             | 2             | 0             | 1             | 0             | 22   | 10   | 2.2   | 760         | 683         | 1.11        |
| 2   | ATUS VBC Manpower Sparkasse Weiz | 12  | 8     | 6     | 2     | 2             | 3             | 1             | 0             | 1             | 1             | 19   | 11   | 1.73  | 691         | 660         | 1.05        |
| 3   | WEB Union Volleyball Arbesbach   | 6   | 8     | 3     | 5     | 1             | 1             | 1             | 0             | 4             | 1             | 13   | 18   | 0.72  | 661         | 727         | 0.91        |
| 4   | Auto Legat Seewalchen            | 4   | 8     | 2     | 6     | 1             | 1             | 0             | 2             | 2             | 2             | 12   | 19   | 0.63  | 706         | 722         | 0.98        |
| 5   | Sportliga Linz                   | 4   | 8     | 2     | 6     | 1             | 1             | 0             | 2             | 1             | 3             | 11   | 19   | 0.58  | 672         | 698         | 0.96        |

Źródło: 
Punktacja: zwycięstwo - 2 pkt; porażka - 0 pkt
Zasady ustalania kolejności: 1. liczba punktów; 2. stosunek setów; 3. stosunek małych punktów; 4. bilans w bezpośrednich meczach
     Aon Volley League 2004/2005
     2. Bundesliga 2004/2005